# Neelyville
Neelyville é uma cidade localizada no estado americano de Missouri, no Condado de Butler.

## Demografia
Segundo o censo americano de 2000, a sua população era de 487 habitantes.
Em 2008, foi estimada uma população de 500, um aumento de 2,7%.

## Geografia
De acordo com o United States Census Bureau tem uma área de
3,0 km², dos quais 3,0 km² cobertos por terra e 0,0 km² cobertos por água.

## Localidades na vizinhança
O diagrama seguinte representa as localidades num raio de 24 km ao redor de Neelyville.